# گروور کلیولند
استیون گروور کلیولند (به انگلیسی: Stephen Grover Cleveland) (۱۸ مارس ۱۸۳۷ – ۲۴ ژوئن ۱۹۰۸) وکیل و سیاستمدار آمریکایی و بیست و دومین و بیست و چهارمین رئیس‌جمهور ایالات متحده آمریکا بود. او از سال‌ ۱۸۸۵ تا ۱۸۸۹ و سپس از ۱۸۹۳ تا ۱۸۹۷ رییس جمهور آمریکا بود و یکی از دو دموکراتی (در کنار توماس وودرو ویلسون) است که در دوره سیطرهٔ جمهوریخواهان از ۱۸۶۱ تا ۱۹۳۳ به قدرت رسیده است. او اولین دموکراتی بود که بعد از جنگ داخلی ایالات متحده به ریاست جمهوری رسید، همچنین او و دونالد ترامپ تنها رئیس‌جمهورهایی در تاریخ آمریکا هستند که در دو دوره غیر متوالی به این منصب رسیدند.

## سرگذشت
کلیولند رهبر دمکرات‌های بوربونی حامی کسب‌وکاری بود که با تعرفه‌های بالا، نقره رایگان، تورم، امپریالیسم، یارانه دادن به کسب‌وکارها، کشاورزان یا کهنه‌سربازان مخالف بودند. نبرد او برای اصلاح سیاسی و محافظه‌کاری مالی او را تبدیل به نمادی برای محافظه کاری آمریکایی در آن دوران کرد. کلیولند به خاطر صداقت، اتکای به نفس، راست‌کرداری و تعهد به اصول لیبرالیسم کلاسیک تحسین برانگیخت. او با فساد سیاسی، جانبداری حزبی و سردمداری سیاسی مبارزه کرد. کلیولند به عنوان یک اصلاحگر از چنان اعتباری برخوردار بود که جناح هم نظر با او در حزب جمهوریخواه، موسوم به «ماگوامپ» ها از او در انتخابات ۱۸۸۴ حمایت کرد.

کابینه ریاست جمهوری در دوره اول

 با شروع دولت دوم او، دوره وحشت ۱۸۹۳ کشور را فراگرفت و باعث بروز یک رکود ملی شد که کلیولند از جلوگیری آن ناتوان ماند. این فاجعه حزب دمکرات را نابود کرد و راه را برای پیروزی سهمگین حزب جمهوریخواه در انتخابات ۱۸۹۴ و در دست گرفتن حزب دمکرات از سوی نقره خواهان و زراعت کاران شد. نتیجه یک تغییر راستای سیاسی بود که به نظام حزبی سوم پایان داد و نظام حزبی چهارم و عصر ترقی‌خواهی را شروع کرد.
کلیولند سیاستگذاری نیرومند بود، و هدف انتقاد نیز قرار می‌گرفت. مداخلهٔ او در اعتصاب پولمن در ۱۸۹۴ و فعال نگه داشتن راه‌آهن خشم سندیکاها را در سطح کشور و نیز حزب را در ایلینوی برانگیخت؛ حمایت او از استاندارد طلا و مخالفت با نقره رایگان جناح زراعت کار حزب دمکرات را دشمن او کرد. منتقدان شکایت کردند که کلیولند در دور دوم خود ابتکار اندکی داشته و به نظر می‌رسد منکوب فجایع اقتصادی کشور—رکود اقتصادی و اعتصاب ها— شده است. با این وجود شهرت او به خاطر پاکدامنی و شخصیت نیکو با وجود دشواری‌های دور دوم او باقی ماند. الن نوینس زندگی‌نامه‌نویس نوشت «در مورد گروور کلیولند، بزرگی در ویژگی‌های معمولی است تا غیرمعمولی. او ویژگی نداشت که هزاران نفر دیگر از آن بی‌بهره باشند. او از صداقت، شجاعت، سرسختی، استقلال و عقل سلیم بهرمند بود؛ ولی آن‌ها را به درجه‌ای داشت که دیگران ندارند.» امروزه بیشتر مورخان او را رهبری موفق می‌دانند و عموماً در بین سطح دوم رؤسای جمهور آمریکا طبقه‌بندی می‌کنند.
کلیولند در سال ۱۸۸۴ توانست حمایت دموکرات‌ها را برای نامزدی در انتخابات جلب کند. او اگرچه در میان افکار عمومی آمریکااز محبوبیت بالایی برخوردار نبود، اما در انتخابات ۱۸۸۴ با جلب نظر جمهوریخواهان مستقل به ریاست جمهوری آمریکا رسید. وی ۴ سال بعد رقابت برای کسب مجدد این جایگاه را به «بنیامین هریسون»، از حزب جمهوریخواه، واگذار کرد اما در دور بعدی انتخابات ریاست جمهوری بار دیگر توانست وارد کاخ ریاست جمهوری شود. پیروزی در نزاع مرزی با انگلیس در ونزوئلا از جمله دستاوردهای وی در سیاست خارجی بود.

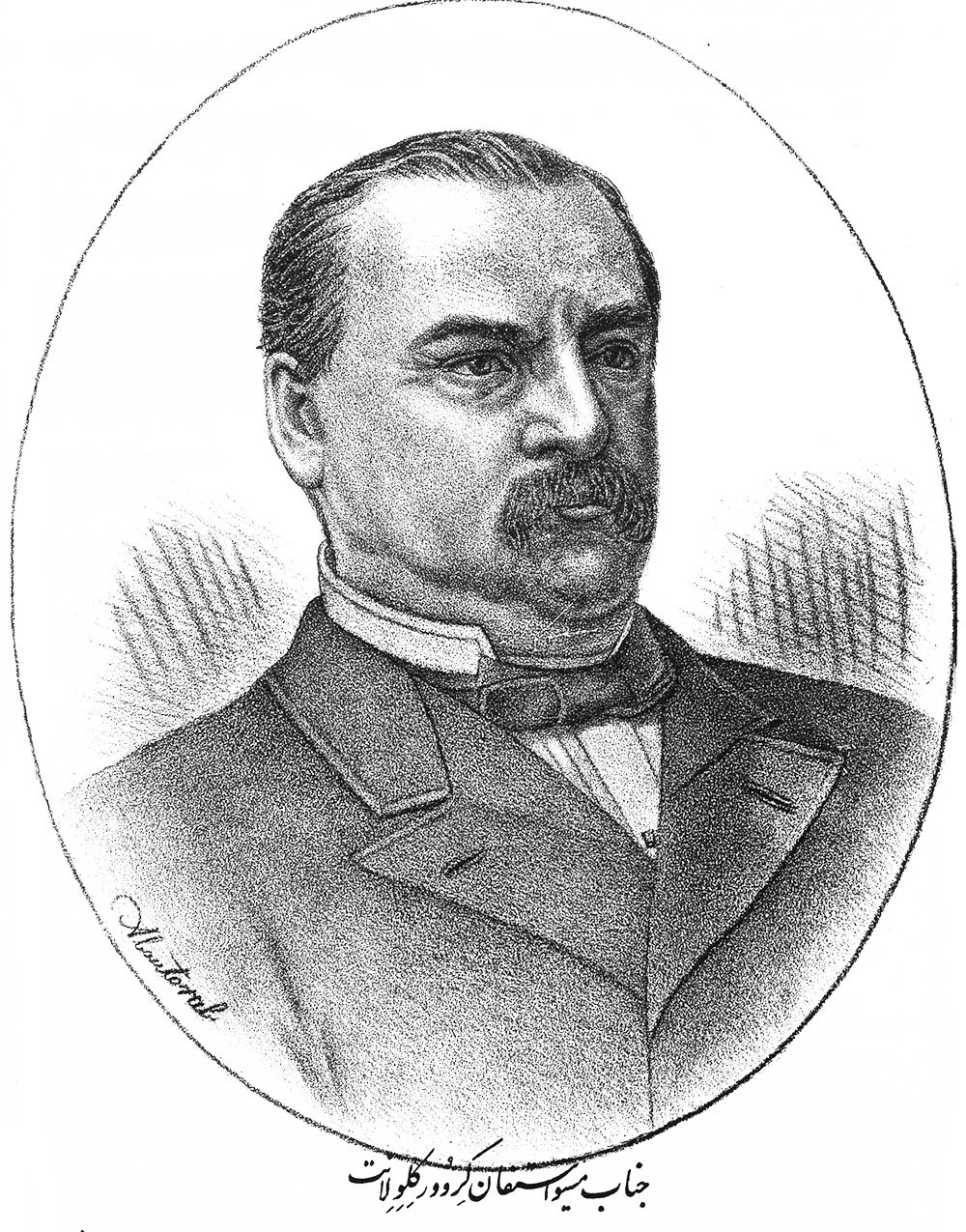
«جناب مسیو استفان گروور کلولانت» اثر ابوتراب غفاری برای روزنامه شرف در سال ۱۳۰۲ قمری

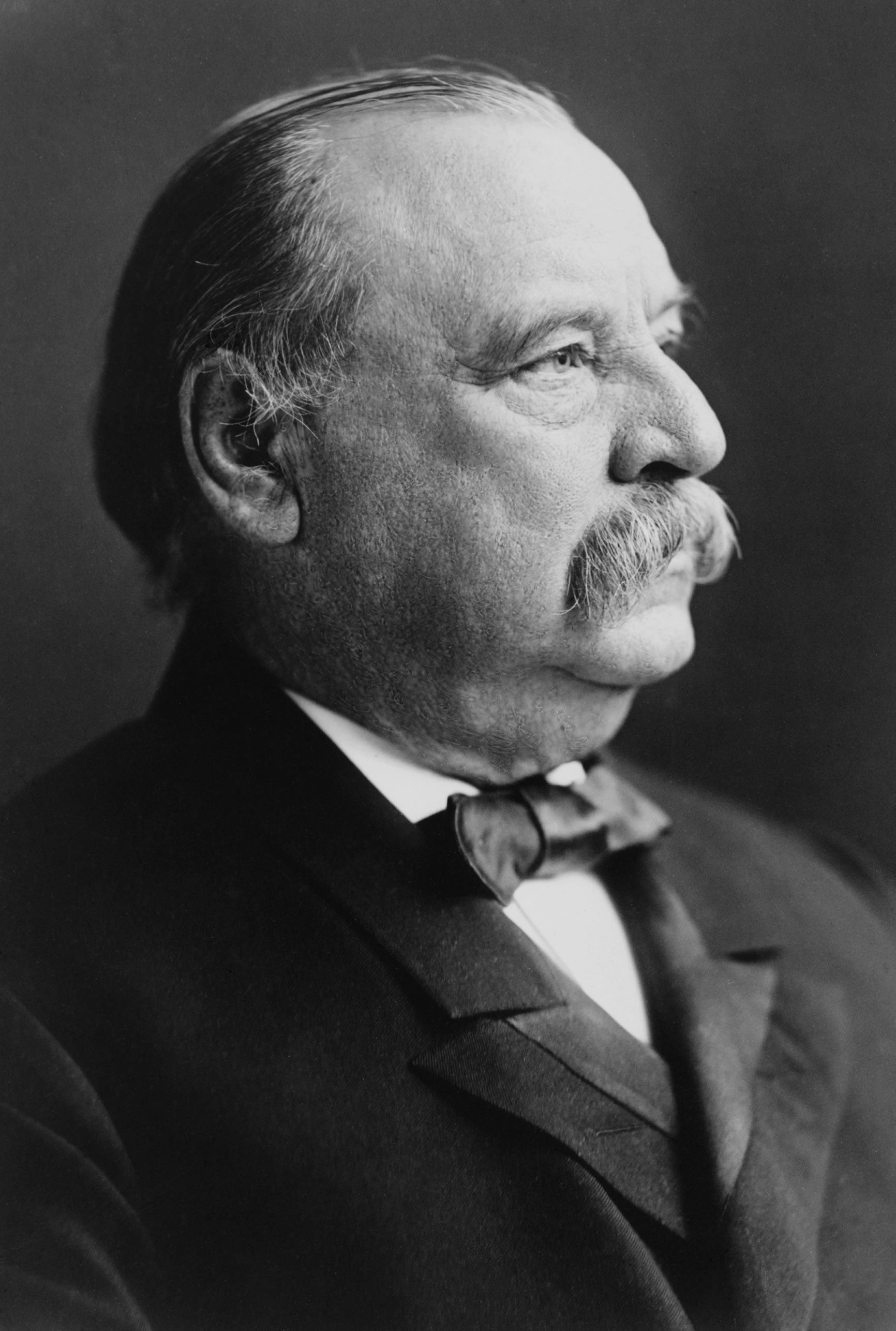
درسال ۱۹۰۳در سن ۶۶ سالگی